# ۱۱۷۵ (خورشیدی)
۱۱۷۵ هزار و صد و هفتاد و پنجمین سال هجری خورشیدی است.

## رویدادها
- به پادشاهی رسیدن فتحعلی شاه قاجار

## درگذشتگان
- شاهرخ میرزا، (زاده: ۱۱۱۲)،چهارمین پادشاه سلسله افشاریه.
- ۲۷ اردیبهشت - قتل آقامحمد خان قاجار، (زاده: ۱۱۲۱)،در شوشی به دست فراشان حکومتی.